# Zamek Inuyama
Zamek Inuyama (jap. 犬山城 Inuyama-jō) – zamek w Japonii, znajdujący się w mieście Inuyama, w prefekturze Aichi, nad rzeką Kiso. Używa się także nazwy Hakutei-jō.
Jedna z najstarszych, istniejących do dziś, budowli średniowiecznej Japonii. W 1935 r. zamek ten został wpisany na listę skarbów narodowych Japonii. Jest jednym z 12 zamków zachowanych do obecnych czasów, które zostały wybudowane przed okresem Edo.

## Historia
Pierwotna konstrukcja zamku powstała w epoce Muromachi około 1440 r., w ówczesnej prowincji Owari. Obecna lokalizacja została wybrana przez Nobuyasu Odę (stryja Nobunagi Ody), po usunięciu znajdującego się w tym miejscu chramu Harigane, w 1537 roku. Główny budynek donjon jest zbudowany w stylu Momoyama. Opinie, iż został on przeniesiony z zamku Kanayama około 1600 r. nie znajdują potwierdzenia w badaniach ostatnich lat. Prawdopodobnie wykorzystano jedynie niektóre materiały.
Zamek Inuyama był główną siedzibą rodziny Naruse, służącej klanowi Matsudaira. Został skonfiskowany przez rząd w okresie Meiji, a w 1891 r. zniszczony w wyniku trzęsienia ziemi. Zwrócono go rodzinie Naruse w 1895 i pozostawał w jej gestii do 2004 r., posiadając jednocześnie status skarbu narodowego. W 2004 r. zamek został sprzedany miastu Inuyama.